# 拉多姆區

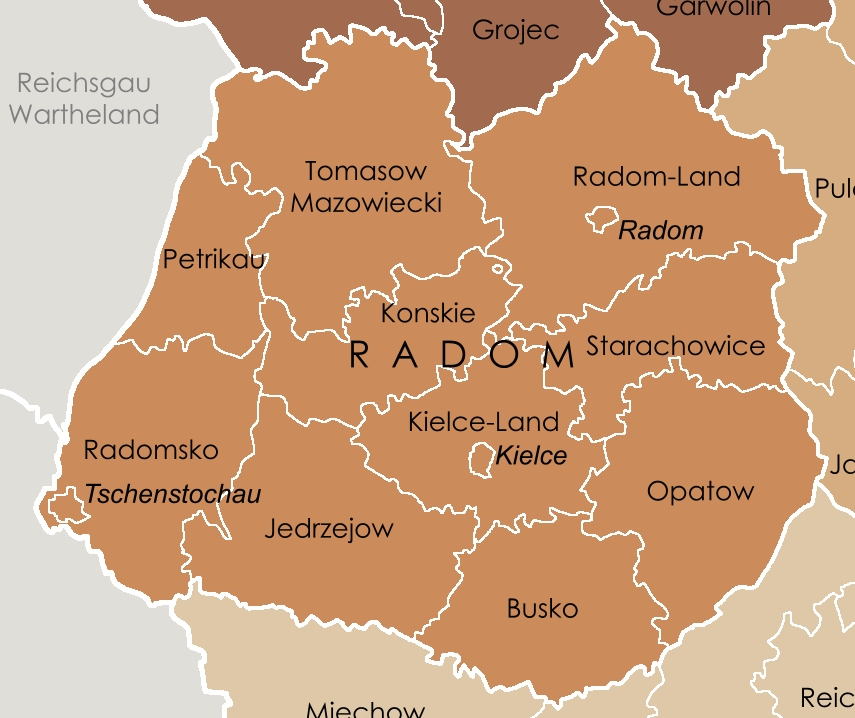
拉多姆區

拉多姆區（Radom District）是二戰期間納粹在德占波蘭總督府的初始四分區之一，其他分區包含華沙區、盧布林區及克拉科夫區。拉多姆區西與瓦爾特蘭帝國大區及東上西里西亞相鄰。
1939至1941年間，拉多姆區總督為卡爾·拉什，後由恩斯特·孔特繼任，直至1945年止。1940年該區人口估計約為三百萬人，其中包含超過三十萬名猶太人。